# Jonas Carpignano
Jonas Carpignano (né le 16 janvier 1984 à New York) est un scénariste et réalisateur italien.

## Biographie
Lors de la 63e cérémonie des David di Donatello, il remporte le David di Donatello du meilleur réalisateur pour A Ciambra.

## Filmographie
- 2006 : La casa d'Argento Bava (court métrage)
- 2010 : Resurrection Man (court métrage)
- 2011 : Bayou Black (court métrage)
- 2012 : A Chjàna (court métrage)
- 2014 : A Ciambra (court métrage)
- 2015 : Mediterranea
- 2017 : A Ciambra
- 2021 : A Chiara

## Récompenses
- Festival de Cannes 2014 : Prix Découverte Sony du court métrage de la 53e Semaine de la Critique pour A Ciambra
- Festival du Caire 2015 : Pyramide d'or pour Mediterranea
- National Board of Review Awards 2015 : meilleur nouveau réalisateur et Top 5 des films étrangers pour Mediterranea
- Gotham Awards 2015 : Gotham Award du meilleur nouveau réalisateur pour Mediterranea
- Festival de Cannes 2017 / Quinzaine des réalisateurs : Label Europa Cinemas pour A Ciambra
- 63e cérémonie des David di Donatello : Meilleur réalisateur pour A Ciambra
- Festival de Cannes 2021 / Quinzaine des réalisateurs : Label Europa Cinema pour A Chiara